# Tyl (textil)
Tyl je souhrnné označení pro síťovité plošné textilie.

## Historie

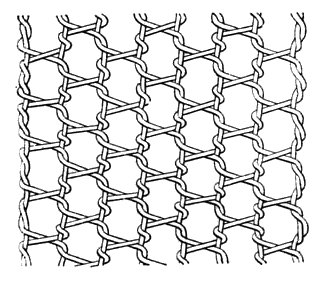
Struktura bobinetového tylu

Síťové závoje byly podle některých historiků známé už v antickém Řecku a v Benátkách se měly vyrábět bobinetové (paličkované) síťoviny už začátkem 16. století.
V Tulle a v dalších místech ve Francii bylo v 60. letech 17. století založeno 8 manufaktur na paličkované krajky, čímž se značně zvýšil význam francouzského krajkářství. Ruční výroba podkladu krajky (půdice) byla však po vynálezu "síťovacího" stroje Angličanem Heathcoatem v roce 1808 (napodobujícím ruční paličkování) brzy nahrazena stroji. Pro strojně vyrobenou síťovinu se hledalo zvláštní označení. To se našlo po instalaci prvních strojů ve Francii v roce 1818, kdy se pro síťové výrobky tam i ve všech ostatních zemích prosadilo označení tyl odvozené od názvu města Tulle.

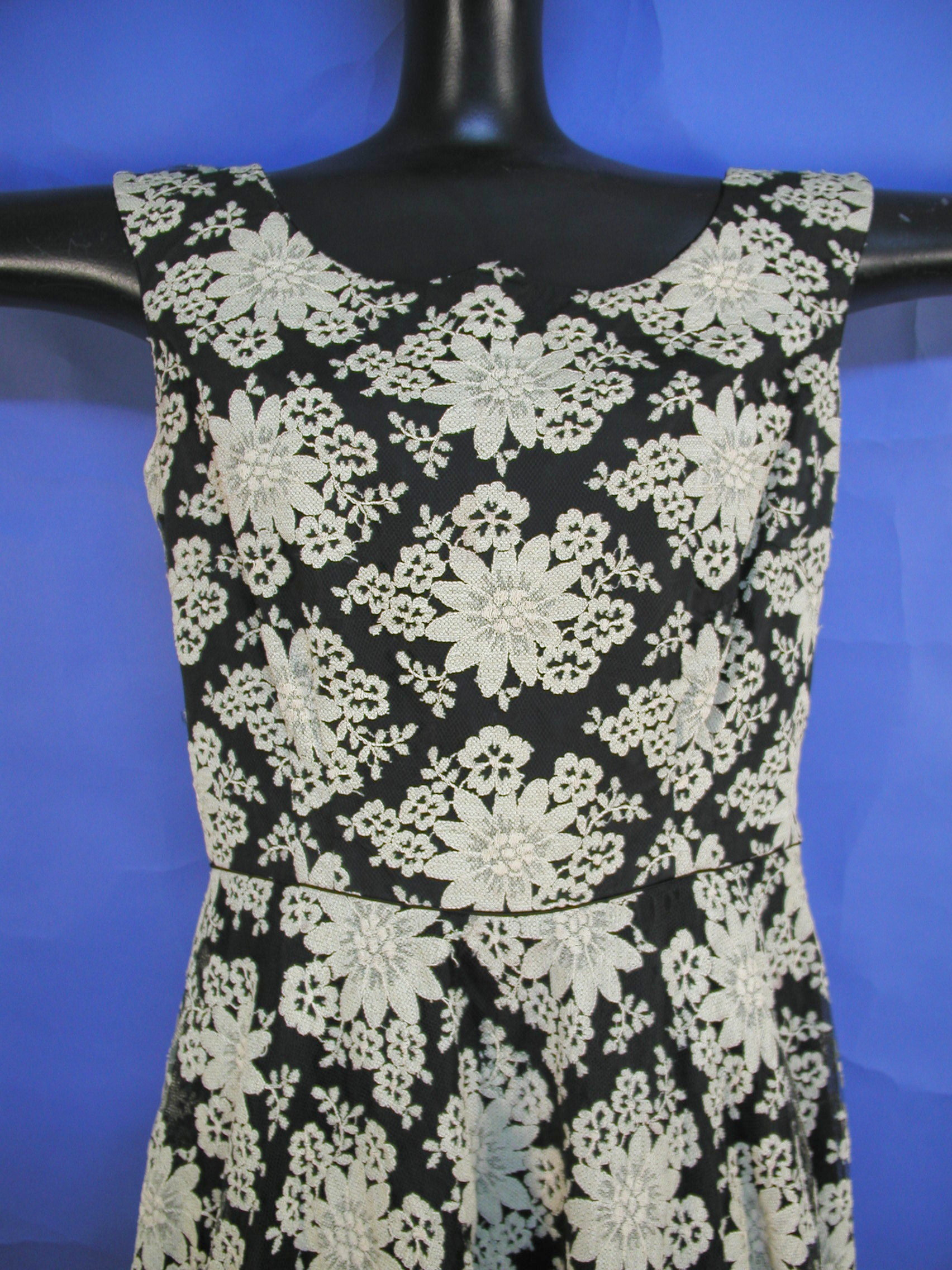
Výšivka na černém bobinetovém tylu (40. léta 20. století)

Konstrukce stroje na výrobu síťovin se v 19. století několikrát zlepšila, takže se na jeho poslední variantě tzv. bobinetovém stroji dají zhotovit krajky sotva rozeznatelné i od nejjemnějších ručních výrobků a velikost vzorů (motivů krajky) je zde prakticky neomezená. Přestože bobinet byl z velké části nahrazen dokonalejší technikou, ve 2. dekádě 21. století má být ve světě stále ještě v provozu 1200 exemplářů.
Na bobinetu se dá vyrobit za hodinu asi 3,5 m² nejjemnějšího tylu. V 50. letech 20. století přišel na trh osnovní pletací stroj, který dosáhl u srovnatelných výrobků nejméně stonásobného výkonu. 
Pletené tyly pro oděvní a bytové účely jsou od té doby z velké části relativně levné výrobky a tyly našly také široké uplatnění v sektoru technických textilií.
Údaje o rozsahu a členění výroby a prodeje tylů nejsou veřejně známé. Informace se dají získat jen z nákladných publikací, např. za 4000 USD.

## Způsob výroby a použití
V 21. století se naprostá většina tylových textilií vyrábí jako osnovní pletenina na rašlech (krajky a technické síťoviny) a na osnovních stávcích (podklad na vyšívání).

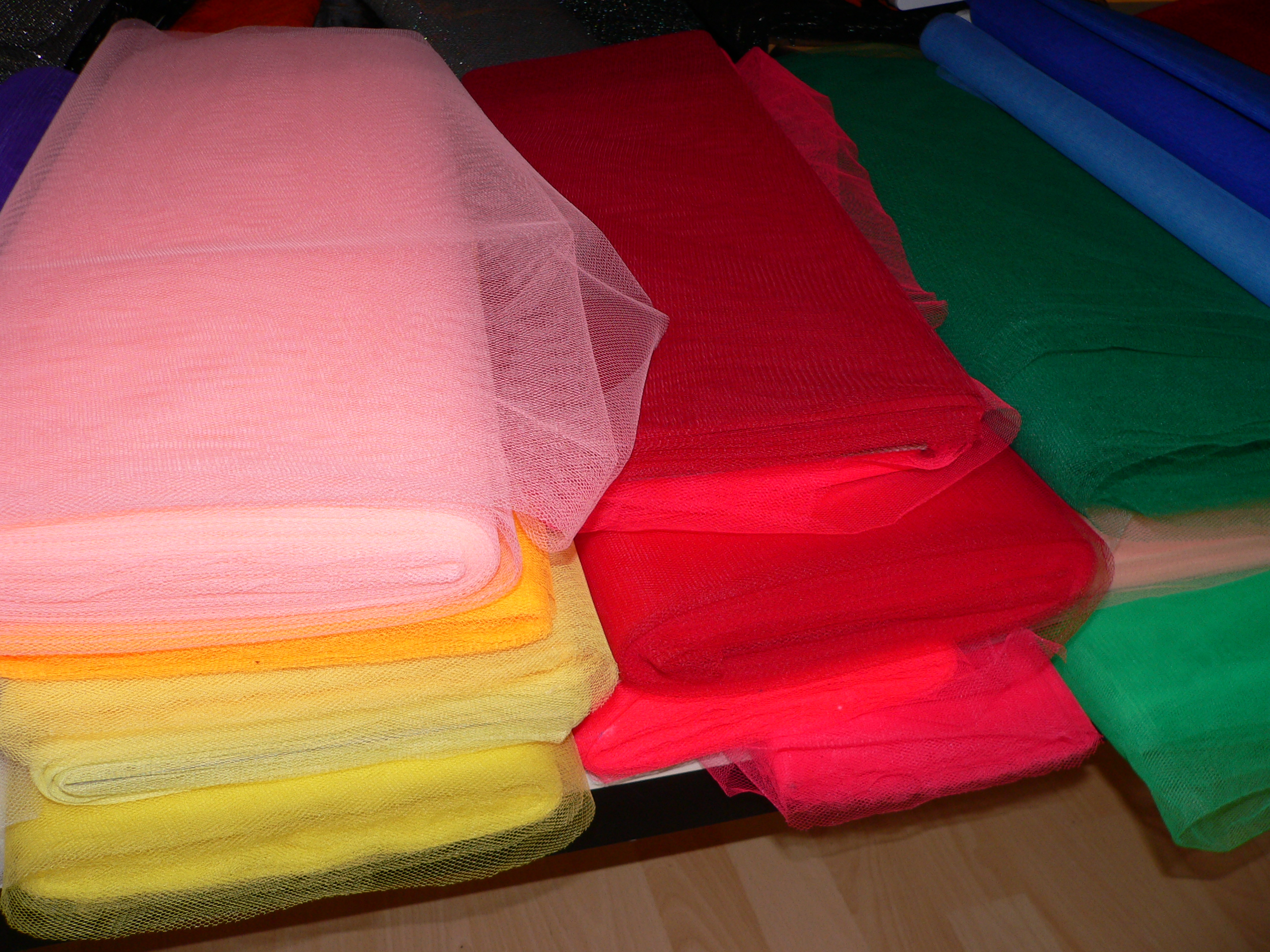
Tylová osnovní pletenina v metráži (začátek 21. století)

Je to jednolícní pletenina v tylové vazbě tvořené z třířádkových přesazovaných řetízků. Vyrábí se hlavně ze syntetických materiálů s použitím na závoje, dámské spodní prádlo a svrchní oděvy, záclony, dekorace a jako podklad na výšivky V menším rozsahu se tyly vyrábějí na bobinetech (někteří odborníci používají pro tyto paličkované výrobky označení tkanina).
Bobinetový tyl se vyrábí z přírodního hedvábí (např. s hmotností 6 g/m2), z bavlny i ze syntetických vláken. Vazba bobinetu je mimořádně stabilní (odolná proti posunu nití), výroba je poměrně nákladná. Tyl se používá na exkluzivní dámské spodní a svrchní oděvy, paruky a speciální technické textilie (např. části padáků).
Druhy bobinetových tylů:
- Podle jemnosti otvorů se rozlišuje tyl:
  - hráškový (hrubší)
  - střední
  - jemný, tj. krajkový
- Podle struktury sítě se rozeznává například tyl:
  - plástvový – se šestiúhlými, někdy okrouhlými otvory
  - tvistový – s kosočtverečnými otvory
  - architektonický – s obzvlášť velkými mřížovitými otvory[20]
  - double-tie – dvojitě vázaný, po obou stranách vzorovaný
  - double-action – s reliéfovým vzorováním
  - florentský – jemný tyl s vyšívanými vzory
  - švýcarský – s různými jemnými útkovými nitěmi[21]
  - filetový – z útkových nití probíhajících kolmo k osnově a z dalšího systému s tzv. filetovou vzorovací nití
  - anglický – zvaný také puntíkový, ve kterém vždy dvě nitě z bobinů několikrát ovinují dvě osnovní nitě

Vyšívaný tyl se vyrábí na síťovém podkladu (z osnovní pleteniny nebo z bobinetu) strojově  nebo ručně.